# Bomolocha henloa
Bomolocha henloa là một loài bướm đêm trong họ Noctuidae.